# Représentation graphique d'une fonction mathématique
Pour les articles homonymes, voir Représentation graphique.
En analyse mathématique et plus particulièrement en géométrie analytique, la représentation graphique d'une fonction mathématique consiste à en dessiner le tracé, c'est-à-dire une image de l'ensemble des valeurs que peut prendre cette fonction. Ce tracé peut être plus ou moins complexe à réaliser suivant la façon dont est définie la fonction en question (expression analytique de la forme {\displaystyle \scriptstyle f(x)=...}, solution d'une équation ou d'une inéquation, etc.) et des espaces de départ et d'arrivée de cette fonction (une ou plusieurs variables, réelles ou non).

## Tracé d'une fonction analytique d'une seule variable

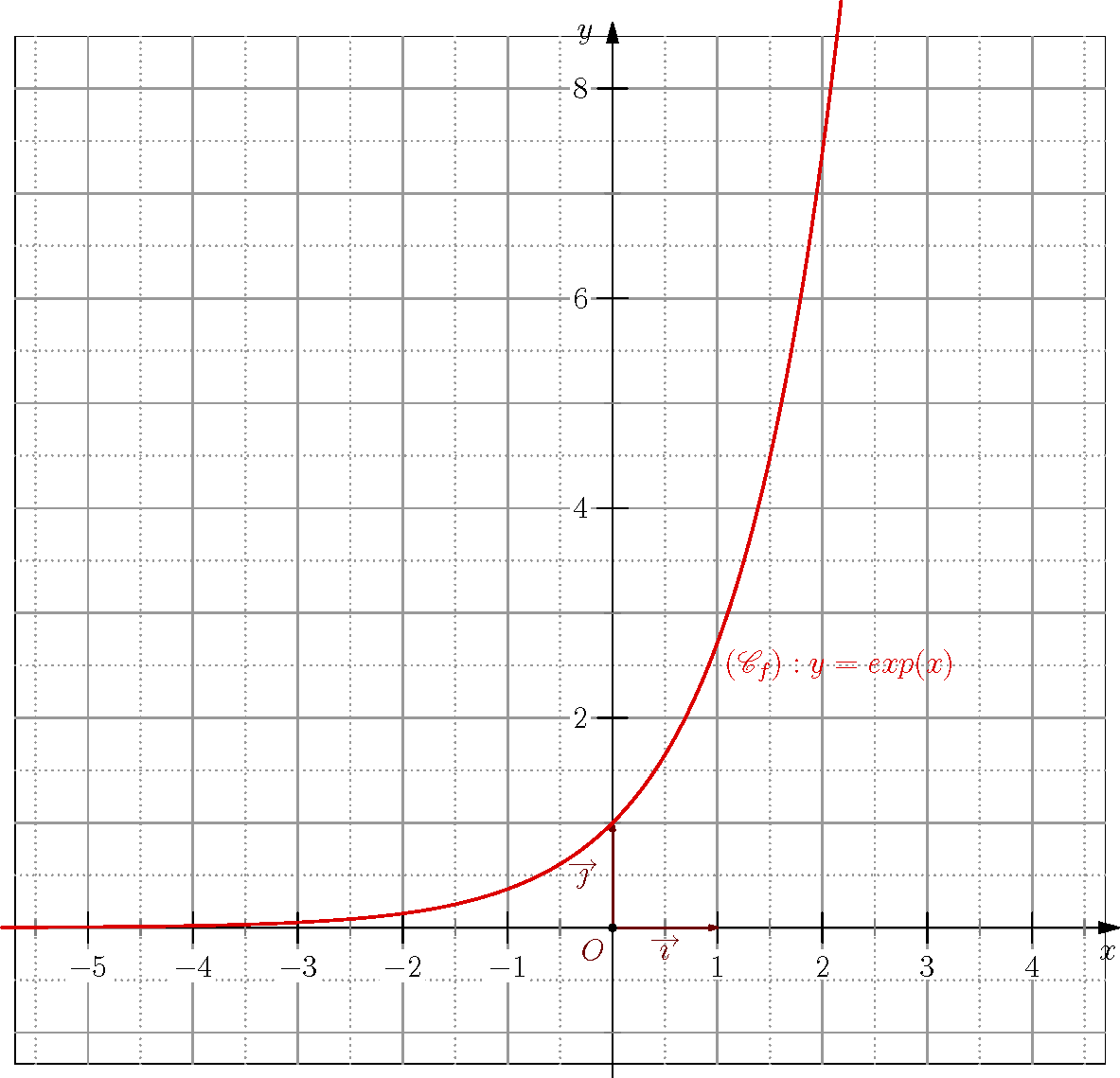
Représentation graphique de la fonction exponentielle

Lorsque la fonction a une définition analytique (« formule ») exacte, on commence par faire une étude de la fonction, c'est-à-dire que l'on calcule sa dérivée et sa dérivée seconde, et on regarde les points et directions particuliers :
- discontinuité ;
- sens de variation, défini par le signe de la dérivée ;
- point d'inflexion ;
- point de rebroussement ;
- intersection avec les axes ;
- tangente horizontale ;
- asymptote.

Après avoir tracé et gradué les axes, on place les points particuliers, on trace les asymptotes et les tangentes remarquables, puis à main levée, on trace une courbe lisse en passant par les points déterminés et respectant les directions.
Si la fonction est trop compliquée pour être étudiée, on peut se contenter de faire un tableau de valeurs. Il faut commencer par établir l'intervalle du tracé, qui doit être centré sur la zone « intéressante », par exemple présente des variations de courbure, des points particuliers, et en général contient le point O (0;0); cela peut nécessiter de travailler par essai-erreur.
On sélectionne ensuite un « pas d'échantillonnage » ; par exemple, on divise l'intervalle en 9 parties égales, et on calcule les valeurs pour les 10 points délimitant ces parties. Lorsque la pente augmente, ou si l'on voit un point particulier, on peut recalculer des valeurs plus resserrées pour « affiner » le tracé (sur-échantillonnage local). On peut déterminer les zéros par dichotomie.
Les points sont ensuite reportés sous la forme de croix droites (+), et on trace la courbe à main levée en s'attachant à ce qu'elle soit lisse.
Si l'on peut déterminer des dérivées itérées de la fonction, on peut tracer le polynôme obtenu par développement limité à la place de la fonction.

## Tracé informatique
Les logiciels informatiques permettent d'obtenir simplement une visualisation de la représentation graphique d'une fonction. Parmi les plus courantes formes, on pourra citer les tracés 2D (pour les courbes de fonctions à une variable), 3D (pour les fonctions de deux variables), carte en niveaux de gris...
Pour obtenir un rendu proche, il est nécessaire de se pencher sur les problèmes liés à l'interpolation numérique et au lissage de fonctions. En effet, pour peu que l'échantillonnage soit trop faible ou que l'ordre polynomial ne soit pas adapté par rapport à la régularité de la fonction, le rendu graphique peut être éloigné de l'« allure » réelle de la fonction et doit donc être ajusté.